# Caroline Schermerhorn Astor

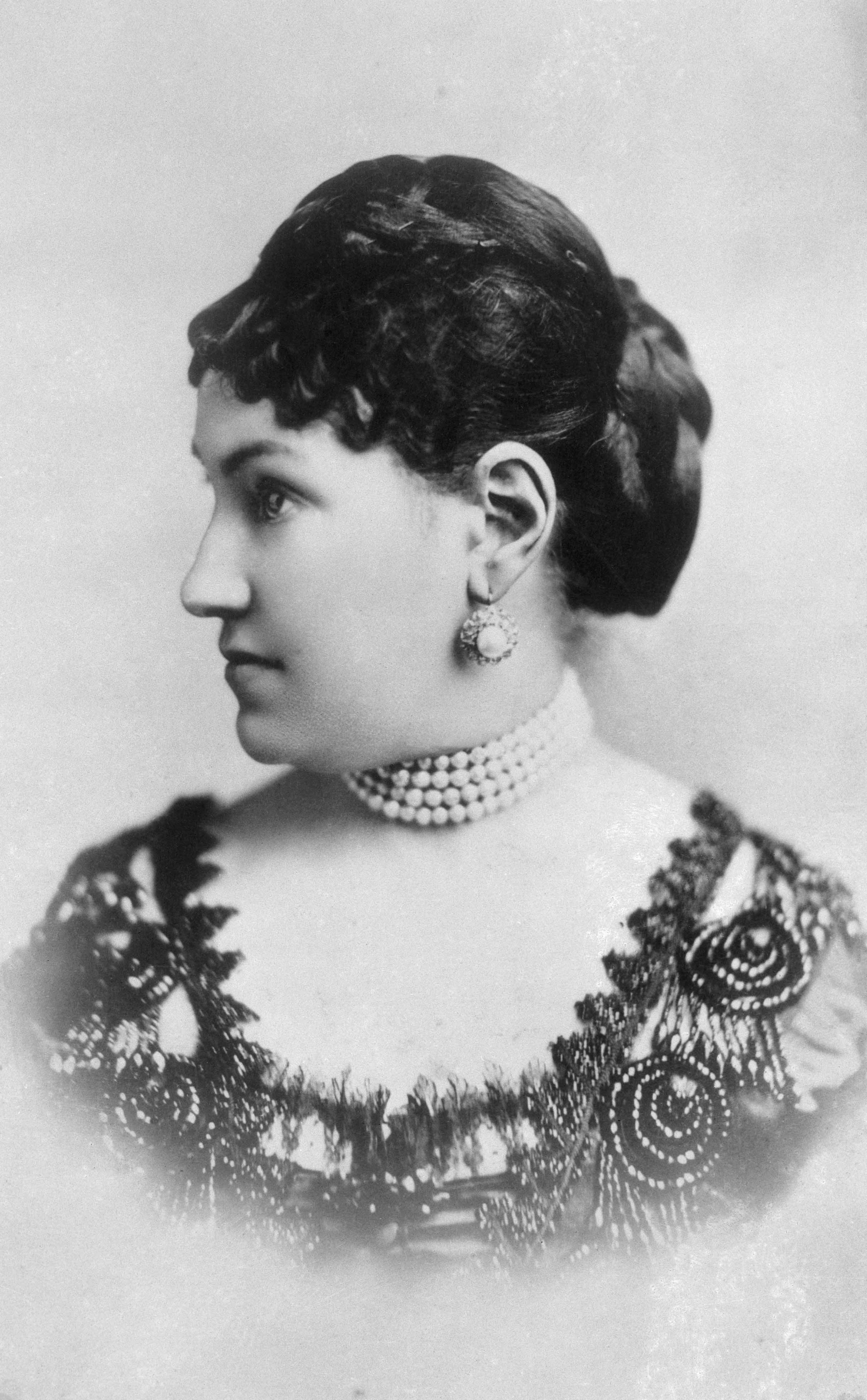
Caroline Schermerhorn Astor, um 1853/1860

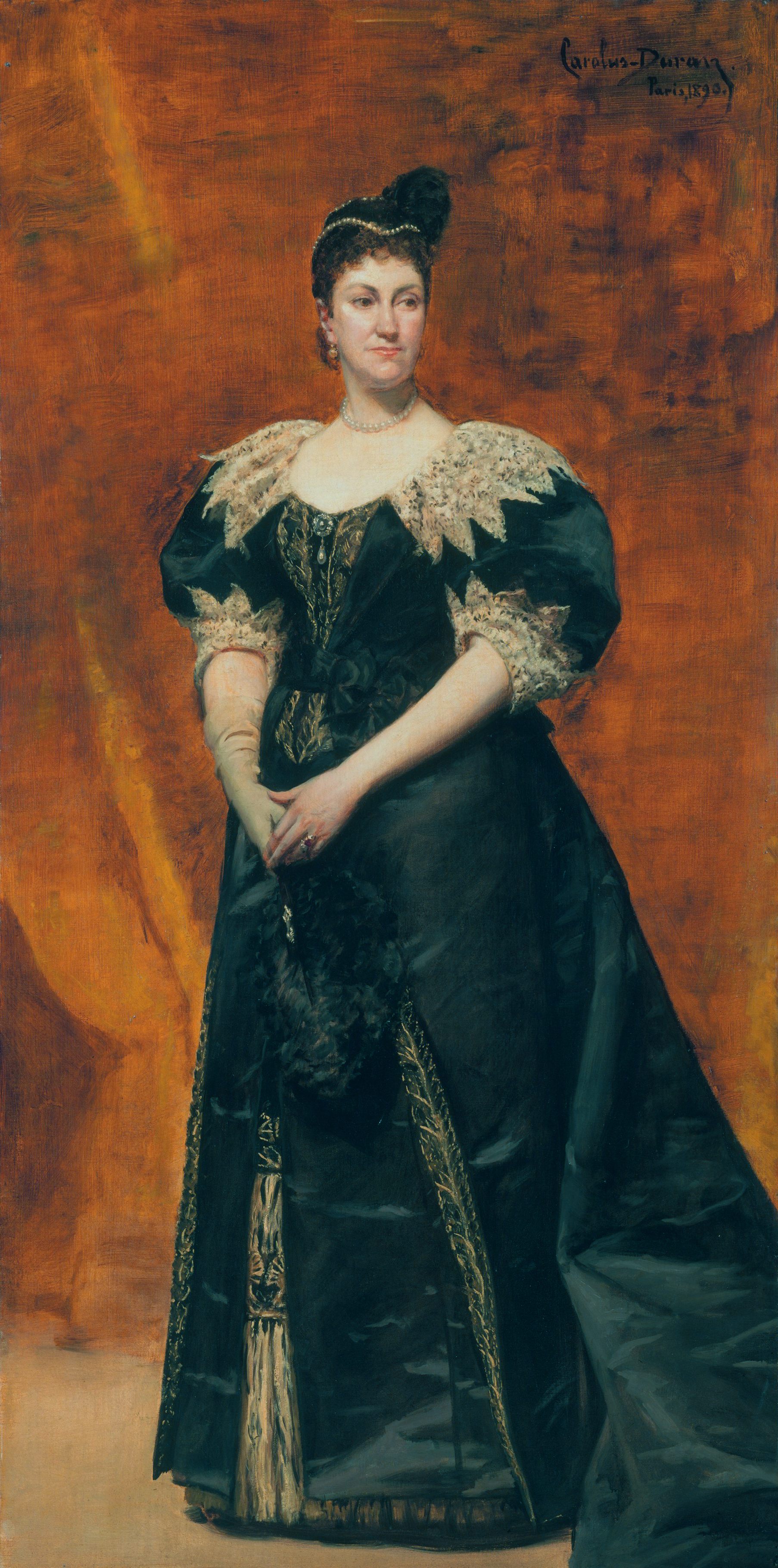
Emile Auguste Carolus-Duran: Caroline Schermerhorn Astor, Öl auf Leinwand, 1890

Caroline Schermerhorn Astor, auch bekannt als The Mrs. Astor (* 22. September 1830 in New York City; † 30. Oktober 1908 auf Beechwood in Newport, Rhode Island) war eine legendäre Grande Dame der New Yorker und Newporter Gesellschaft. Mrs. Caroline Astor bestimmte das soziale Leben an der amerikanischen Ostküste. Nur wer von ihr zum Hausball geladen wurde, zählte zu den bedeutendsten Familien der USA des ausgehenden 19. Jahrhunderts.

## Leben
Caroline Schermerhorn stammte aus einer wohlhabenden Kaufmannsfamilie, deren Vorfahren gehörten zu den ersten Siedlern mit niederländischer Herkunft in New York. Ihre Kindheit drehte sich um perfektes Benehmen und die gesellschaftliche Repräsentation. Sie wurde ausschließlich zu Hause von Gouvernanten und Tutoren mit Hilfe der großväterlichen Bibliothek unterrichtet.
Im Jahr 1881 kaufte das Ehepaar Astor Beechwood Mansion in Newport und ließen das Anwesen von dem bekannten Architekten Richard Morris Hunt für zwei Millionen US-Dollar umbauen. Beechwood wurde zum Zentrum des gesellschaftlichen Lebens in Newport während der Sommermonate.
Der Höhepunkt jeder Saison war der Sommerball der Astors. Da der Ballsaal der Familie nur 400 Personen fasste, entwickelte Caroline Astor mit der Hilfe von Samuel Ward McAllister die berühmte «Four Hundred»-Liste. Auf der Liste standen nur einflussreiche Familien und Einzelpersonen, deren Linie über mindestens drei Generationen zurückzuverfolgen war.

## Ehe und Nachkommen
Im Jahr 1853 heiratete Caroline Schermerhorn in New York den Geschäftsmann William Backhouse Astor junior (1830–1892), den jüngeren Sohn von William Backhouse Astor und Enkel des legendären Firmengründers Johann Jakob Astor. Aus der gemeinsamen Verbindung gingen fünf Kinder hervor:
- Emily (1854–1881) ⚭ 1875 James J. van Alen
- Helen Schermerhorn (1855–1893) ⚭ 1878 James Roosevelt Roosevelt
- Charlotte Augusta (1858–1920)

⚭ 1891–1896 James Coleman Drayton
⚭ 1896 George Ogilvy Haig
- Caroline Schermerhorn (1861–1948) ⚭ 1884 Marshall Orme Wilson
- John Jacob IV (1864–1912 beim Untergang der Titanic)

⚭ 1891–1910 Ava Lowle Willing
⚭ 1911 Madeleine Talmage Force